# REALFORCE TYPING CHAMPIONSHIP
REALFORCE TYPING CHAMPIONSHIPとは、東プレが主催する競技タイピングの大会である。

## 概要
2017年に第一回大会が開催された。基本的に予選はタイピング練習サイトのe-typingを利用してオンラインで行われ、本戦はオフラインでWeather Typingを用いた一対一の対戦形式で行われる。本戦において 2023、2024大会では10ワード目を先取した方が勝ちとなるが、正確性が95%未満だった場合、先取に関わらず敗退となる。2020年-2022年は新型コロナウイルス感染症の世界的流行によって開催が見送られた。2023年大会から東プレと日本テレビの共同開催となり、本戦が汐留の日本テレビ社屋で開催されるようになった。

## 大会結果
|                                    | 優勝   | 準優勝     | 3位              |
| ---------------------------------- | ------ | ---------- | ---------------- |
| REALFORCE TYPING CHAMPIONSHIP 2017 | miri   | muller     | paraphrohn、テル |
| REALFORCE TYPING CHAMPIONSHIP 2018 | miri   | muller     | やだ             |
| REALFORCE TYPING CHAMPIONSHIP 2019 | miri   | Hiro ringo | muller           |
| REALFORCE TYPING CHAMPIONSHIP 2023 | miri   | くわな     | 三山羊           |
| REALFORCE TYPING CHAMPIONSHIP 2024 | 三山羊 | くわな     | goe              |

## 関連リンク
- タイピング
- タッチタイピング
- タイピングソフト
- キーボード
- REALFORCE